# 九龍街

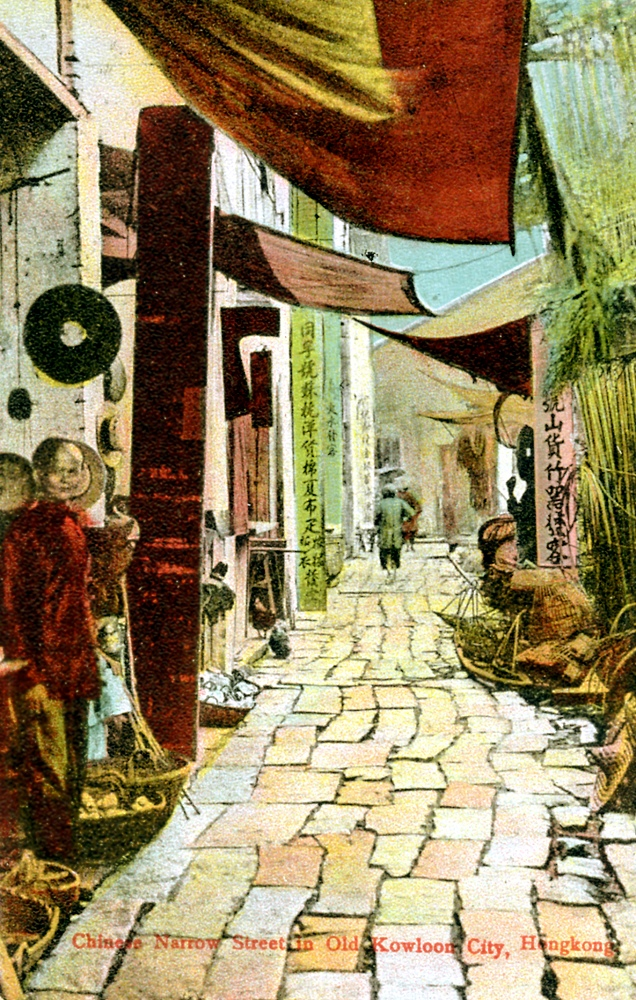
1900年代明信片上的九龍街

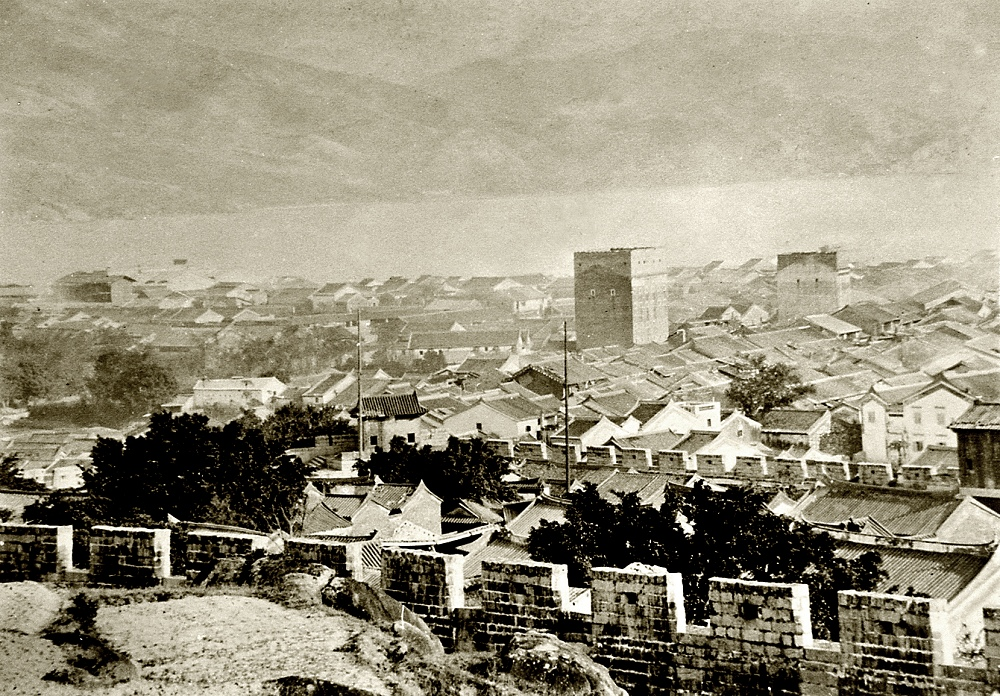
1910年代從白鶴山俯瞰九龍寨城和九龍街，兩座高樓為市集中的押舖

九龍街又稱九龍大街，鶴佬大街，是香港一個曾經存在的墟市，作為九龍半島最重要的商業地區。位置大約為現今九龍城東正道、賈炳達道、沙浦道和石鼓壟道一帶。

## 歷史

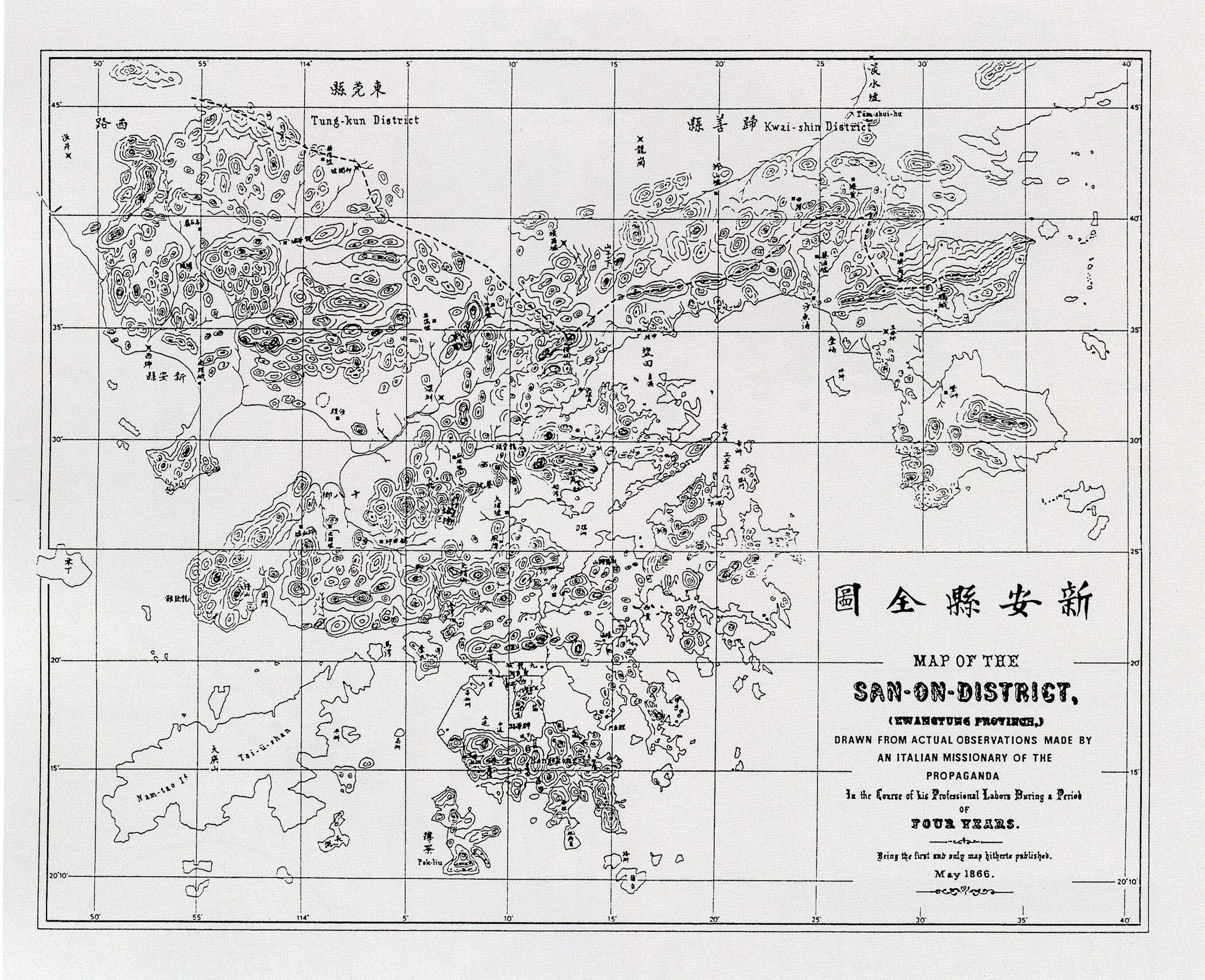
新安縣全圖

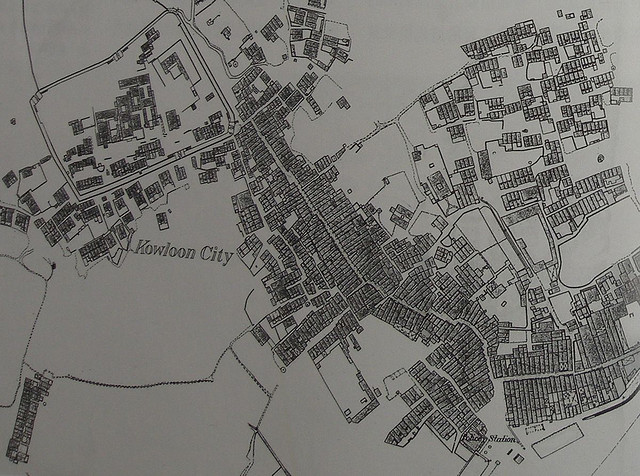
1940年代九龍城地圖，九龍街昔日大概在中間兩排房屋的上半段

九龍「街」指的是一個商舖匯集的地方，而非一條街道。此墟市因為不是官府認可，所以未有記載於官方文獻中。九龍街此名稱卻曾出現在《新安縣全圖》，以及同年的《中國沿海入口徵稅圖》。
九龍街的地理位置是令其繁茂的重要原因。當時對出的九龍灣海灣廣闊，而且背靠的大平原土地肥沃而吸引不少村落聚集，加上新界唯一主要取道到九龍的沙田坳道會途經此地，令市集得以發展，成為清代中葉香港最興旺的市集，有如今日的旺角。後來19世紀中期開始有九龍寨城相接近，世紀中後期亦有龍津石橋落成以連接龍津碼頭，帶動了這一帶的貿易。
直至20世紀初，剛興建的九廣鐵路能直達尖沙嘴、並有大埔公路和青山公路等道路先後落成，從此有了更多途徑選擇跨越原本分隔新界的九龍群山，貨物可以更便捷地運抵九龍，九龍街的地位不如以往。隨後1910年代的「啟德濱」發展計劃更選址九龍灣，填海工程使得漁業失去生計，九龍街一帶的村落逐漸減少。1928年政府決定拆卸龍津石橋，沒有了碼頭的優勢，九龍街繁華亦不再。

## 大街周邊環境

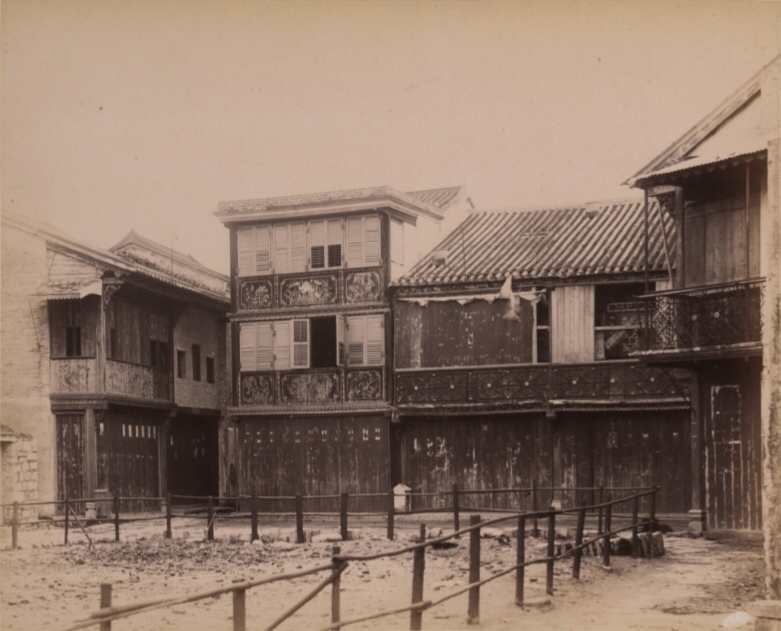
九龍寨城外的賭場（1898年）

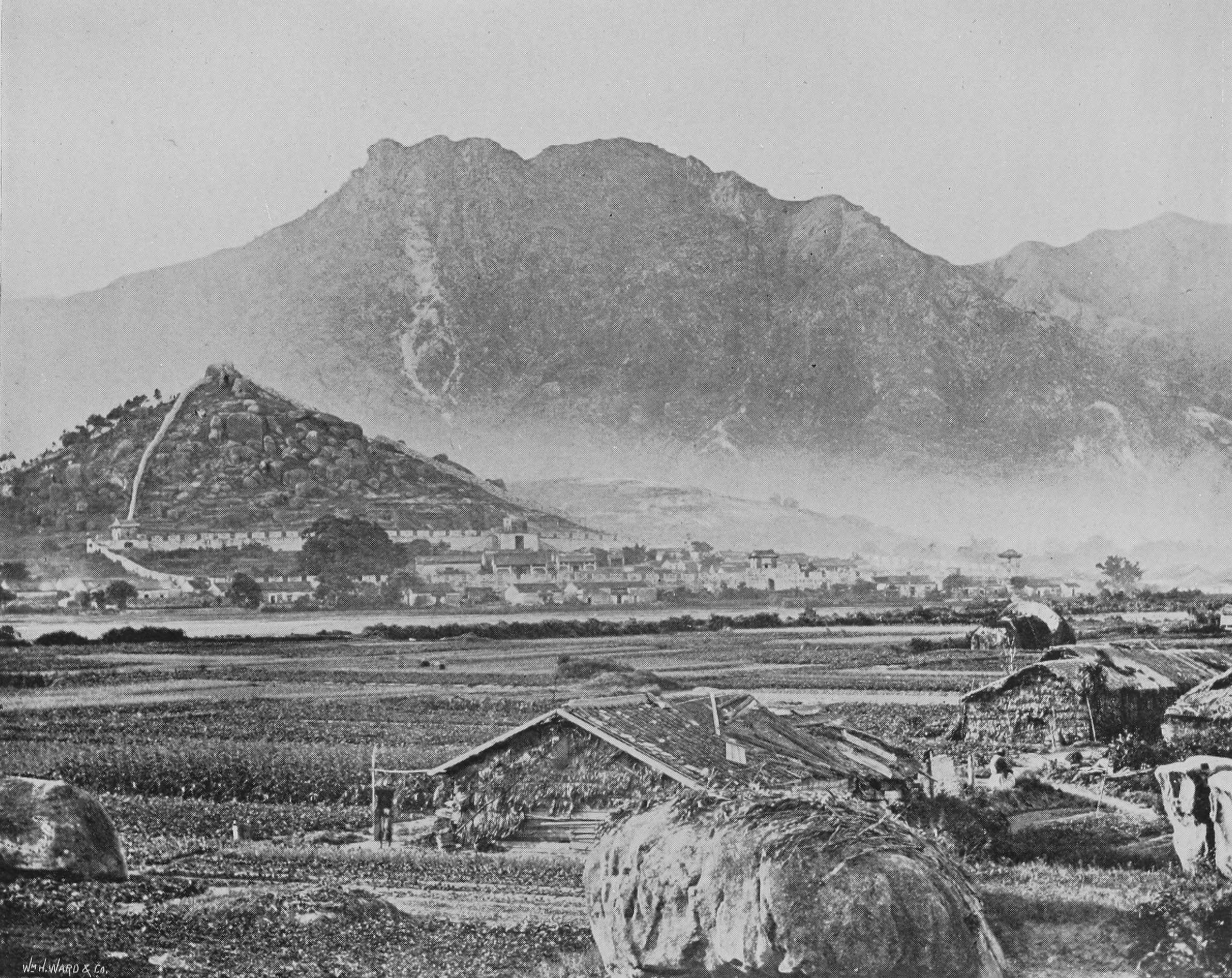
九龍城一帶的田野（19世紀）
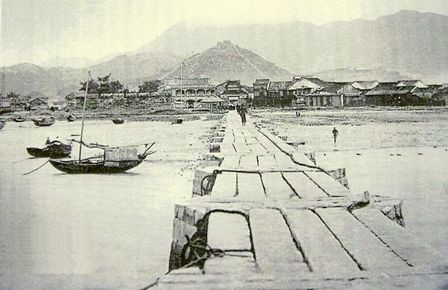
龍津石橋和碼頭（1875年）
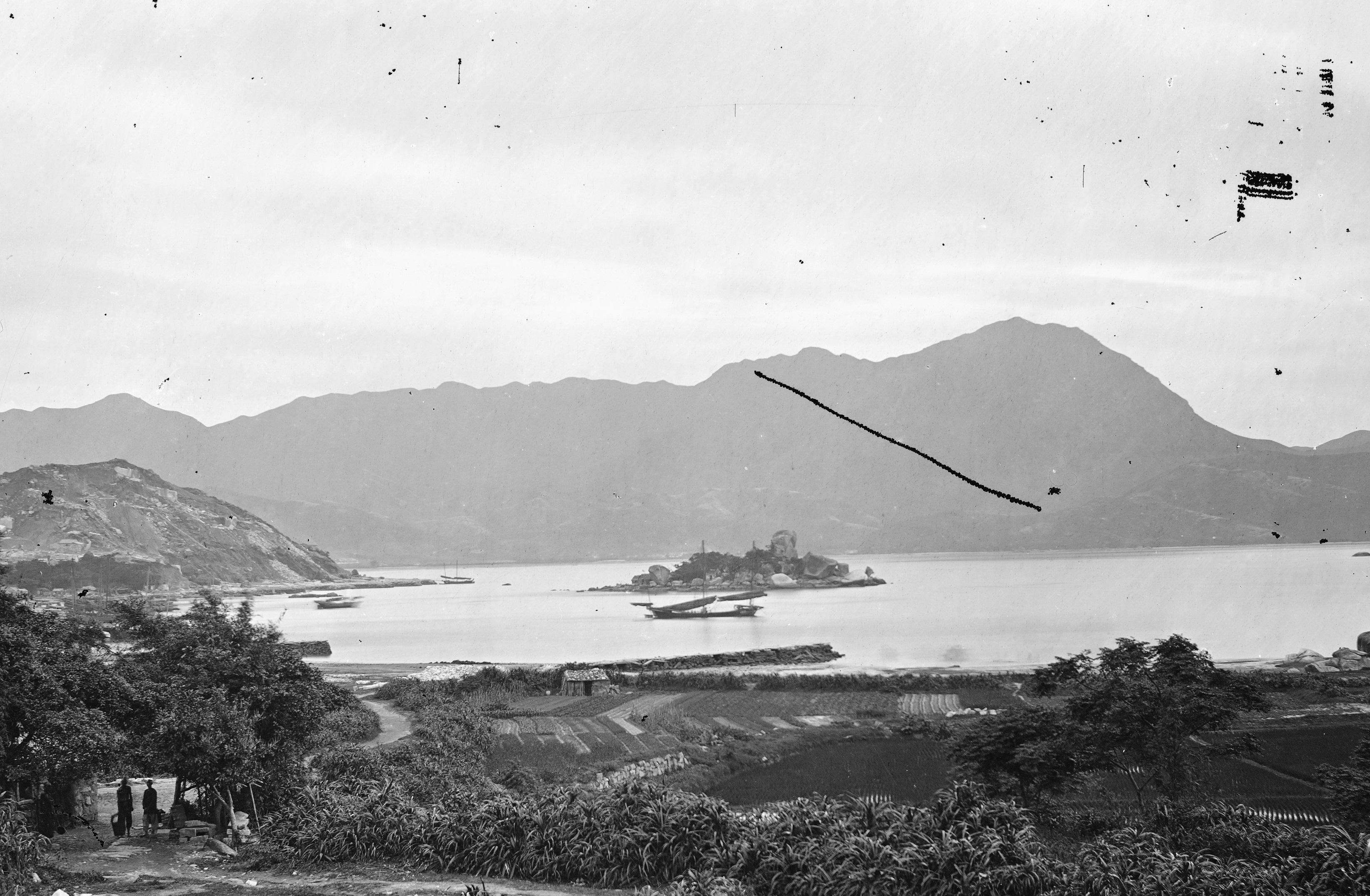
九龍城對出的九龍灣（1870年）